# Bonnay (Saona i Loira)
Bonnay és un municipi francès, situat al departament de Saona i Loira i a la regió de Borgonya - Franc Comtat. L'any 2007 tenia 291 habitants.

## Demografia

### Població
El 2007 la població de fet de Bonnay era de 291 persones. Hi havia 93 famílies, de les quals 26 eren unipersonals (11 homes vivint sols i 15 dones vivint soles), 37 parelles sense fills, 26 parelles amb fills i 4 famílies monoparentals amb fills.
La població ha evolucionat segons el següent gràfic:
Habitants censats

### Habitatges
El 2007 hi havia 182 habitatges, 97 eren l'habitatge principal de la família, 72 eren segones residències i 12 estaven desocupats. 180 eren cases i 2 eren apartaments. Dels 97 habitatges principals, 79 estaven ocupats pels seus propietaris, 15 estaven llogats i ocupats pels llogaters i 4 estaven cedits a títol gratuït; 10 tenien dues cambres, 18 en tenien tres, 25 en tenien quatre i 44 en tenien cinc o més. 62 habitatges disposaven pel capbaix d'una plaça de pàrquing. A 44 habitatges hi havia un automòbil i a 47 n'hi havia dos o més.

### Piràmide de població
La piràmide de població per edats i sexe el 2009 era:
| Homes | Edats   | Dones |
| ----- | ------- | ----- |
| 0     | 95 o +  | 8     |
| 0     | 90 a 94 | 12    |
| 0     | 85 a 89 | 8     |
| 8     | 80 a 84 | 0     |
| 8     | 75 a 79 | 16    |
| 4     | 70 a 74 | 0     |
| 16    | 65 a 69 | 8     |
| 12    | 60 a 64 | 0     |
| 16    | 55 a 59 | 4     |
| 12    | 50 a 54 | 12    |
| 8     | 45 a 49 | 8     |
| 8     | 40 a 44 | 12    |
| 8     | 35 a 39 | 12    |
| 0     | 30 a 34 | 0     |
| 8     | 25 a 29 | 4     |
| 4     | 20 a 24 | 0     |
| 0     | 15 a 19 | 8     |
| 12    | 10 a 14 | 0     |
| 12    | 5 a 9   | 4     |
| 0     | 0 a 4   | 0     |

## Economia
El 2007 la població en edat de treballar era de 175 persones, 93 eren actives i 82 eren inactives. De les 93 persones actives 82 estaven ocupades (48 homes i 34 dones) i 11 estaven aturades (3 homes i 8 dones). De les 82 persones inactives 28 estaven jubilades, 9 estaven estudiant i 45 estaven classificades com a «altres inactius».

### Ingressos
El 2009 a Bonnay hi havia 93 unitats fiscals que integraven 222 persones, la mediana anual d'ingressos fiscals per persona era de 15.580,5 €.

### Activitats econòmiques
Dels 10 establiments que hi havia el 2007, 2 eren d'empreses de fabricació d'altres productes industrials, 1 d'una empresa de construcció, 3 d'empreses de comerç i reparació d'automòbils, 1 d'una empresa d'hostatgeria i restauració, 1 d'una empresa de serveis i 2 d'entitats de l'administració pública.
L'únic servei als particulars que hi havia el 2009 era un guixaire pintor.
L'únic establiment comercial que hi havia el 2009 era una botiga de menys de 120 m².
L'any 2000 a Bonnay hi havia 18 explotacions agrícoles que ocupaven un total de 837 hectàrees.

## Equipaments sanitaris i escolars
L'únic equipament sanitari que hi havia el 2009 era un hospital de tractaments de mitja durada (seguiment i rehabilitació).
El 2009 hi havia una escola elemental integrada dins d'un grup escolar amb les comunes properes formant una escola dispersa.

## Poblacions més properes
El següent diagrama mostra les poblacions més properes.